# Alchemilla melancholica
Alchemilla melancholica är en rosväxtart som beskrevs av Fröhner. Alchemilla melancholica ingår i släktet daggkåpor, och familjen rosväxter. Inga underarter finns listade i Catalogue of Life.